# Clinic
Clinic — це англійський рок-гурт, створений в 1993 році в Кросбі, Ліверпуль. Гурт створили фронтмен Ейдан Блекберн, гітарист Джонатан Хартлі, басист Браян Кемпбелл та барабанщик Карл Терні. Спочатку колектив мав назву Pure Morning.
Після виходу сьомого альбому Free Reign у 2012 році, група взяла семирічну перерву, перш ніж повернутися з альбомом Wheeltappers and Shunters, першим альбомом, що був написаний тільки Блекберном і Хартлі. Вихід альбому, котрий написали лише два учасники, а також статті у пресі, підтверджували чутки про відхід Кемпбелла і Терні з гурту. Бізнес гурту Clinic Voot Ltd. був зупинений у серпні 2019 року
Гурт підписав контракт з Domino і, також, відомий тим, що носив хірургічні маски та одяг під час концерт- та прес-зйомок. Блекберн заявив, що це данина групам Сан-Франциско, таким як Crime і The Residents, і те, що йому подобається те, що зробили учасники цих гуртів, адже в цьому була певна візуалізація, але не надто серйозна. Це було як липкий каламбур на назві гурту.

## Історія

### Створення гурту та перші треки
Вокаліст і ритм-гітарист Ейд Блекберн і соло-гітарист Джонатан Хартлі створили прототип гурту приблизно в 1984 році, спочатку він був знаний як Sunny Rainy Afterlife. Вони створювали саморобні демо-касети і розповсюджували їх через місцевий безкоштовний журнал. Наприкінці 1980-х група змінила назву на Jellystone Park, і в цей же час до Блекберна і Хартлі приєдналися барабанщик Стів «Капітан» Догерт та басист Дерек Фінн. Після короткої перерви та одноразової появи Блекберна та Хартлі в кавер-версії L-Ego Шона Дарні, у 1988 році Догерт був замінений на Шона Дарні. На той час гурт базувався в колишньому сховищі в Regent Bingo Hall в Кросбі (нині Спортивний центр коледжу Сент-Мері), де Блекберн був учасником бінго. Через деякий час Фінн пішов з гурту і його замінив Річ Стівенс, який також згодом покинув гурт. Після відходу Річа Стівенсона, на короткий період часу басистом був Пол Ентвісл, з ліверпульської групи Spontaneous Cattle Combustion. Після того, як Дарні помітив Брайана Кемпбелла в групі в The Crosby Squash Club, Брайан став новим учасником гурту замість Ентвісла. 1991 року гурт записав два демо-записи (обидва вийшли у вигляді цифрових завантажень на Museum Records під назвою Jellystone Park у 2011 році та The Dark Side of the Birkey у 2012 році) разом із дискетами у 1992 році. Дарні також пішов з гурту у 1993 році, його замінив на барабанах Карл Терні, соратник Кемпбелла, і група знову змінила назву на Pure Morning, записавши альбом Two Inch Helium Buddah для Radar Records у 1996 році.
З незмінним складом, наступного року гурт знову змінив назву, тепер уже остаточно, на Clinic і незабаром здобув популярність завдяки використанню інструментів (насамперед клавішних), які були придбані на різних розпродажах і на блошиних ринках. Невдовзі після цього вийшов мініальбом IPC Subeditors Dictate Our Youth, який вийшов на власному лейблі Aladdin's Cave of Golf. Наприкінці року мініальбом увійшов до першої десятки альбому Джона Піла Festive Fifty а в 1998 році вийшли ще два самофінансованих сингла.

### Робота з Domino Records
У 1999 році група підписала контракт з Domino Records, і перші три сингли були зібрані на одному компакт-диску або платівці. Їх дебютний альбом Internal Wrangler вийшов у 2000 році. Альбомні треки «The Second Line», «The Return of Evil Bill» і «Distortions» вийшли як сингли; пізніше трек «The Second Line» був перевиданий для телевізійної-реклами джинсів Levi's. У тому ж році група грала на All Tomorrow's Party і Scott Walker 's Meltdown, а також гастролювала з Radiohead. Internal Wrangler був визнаний номером 9 у списку [Архівовано 13 серпня 2017 у Wayback Machine.] найкращих альбомів року Pitchfork.

### 2002—2019 роки
Наступні два альбоми, Walking with Thee (який був номінований на «Греммі», як найкращий альтернативний альбом) і Winchester Cathedral, вийшли 2002 та 2004 року відповідно, під час турів з The Flaming Lips та появою на Late Show з Девідом Леттерманом. «Come into Our Room», другий сингл з альбому Walking with Thee, був представлений в епізоді «The OC», а також в епізоді CSI: Crime Scene Investigation і був включений до альбому саундтреків серіалу. Крім того, ще одна пісня з Walking with Thee, «The Equaliser», була представлена в інді-фільмі 2003 року Thirteen. У жовтні 2006 року гурт випустив свій четвертий альбом Visitations. «Tusk», перший сингл з альбому, був доступний для безкоштовного завантаження з офіційного сайту [Архівовано 27 березня 2022 у Wayback Machine.] гурту в лютому 2006 року.
Funf, збірка «сторони „Б“», вийшла в червні 2007 року. Clinic також виступала з Рокі Еріксоном на фестивалі Джарвіса Кокера у 2007 році, а пізніше в цьому ж році гастролювала з Arcade Fire. Тієї ж осені в артхаусному фільмі Hallam Foe було використано трек «If You Could Read Your Mind» з альбому Visitations.
У 2008 році вийшов нехарактерно ліричний сингл «Free Not Free», який презентував їх п'ятий альбом Do It!. Пісню можна було безкоштовно скачати на офіційній сторінці гурту. Також, можна було завантижити Б-сторону, а саме трек «Тор». Пізніше гурт випустив «The Witch (Made to Measure)», як другий трек з альбому та «Tomorrow», як третій. Після гастролей для просування альбому в травні 2009 року Clinic відіграли триб'ютний концерт Moondog в Барбікані в Лондоні, виконавши «Oboe Round».
Шостий альбом гурту Bubblegum, спродюсований Джоном Конглтоном, вийшов 4 жовтня 2010 року. У прес-релізі зазначалося, що альбом помітно відрізнявся від напряму їхньої торгової марки «hyped-up sound». Головний сингл з альбому «I'm Aware» на основі акустики вийшов 20 вересня 2010 року, а другий сингл альбому «Bubblegum» під назвою «Wah» вийшов 31 січня 2011 року.
16 квітня 2011 року група випустила мініалюбом кавер-версій Ladies Night на підтримку Record Store Day; основним треком була версія Man 2 Man «Male Stripper». У березні 2012 року гурт був запрошений підтримати The Shins на Форумі в Кентіш-Тауні. Вони виконали нову пісню «Seamless Boogie Woogie Rpt BBC2 10pm». У квітні 2012 року пісня «D.P.» з дебютного мініальбому використовувався в телевізійній рекламі сухого сніданку Weetabix.
Пластинка Free Reign вийшла у 2012 році та зміксована Даніелем Лопатіним разом з гуртом. Альбом помітно відрізнявся від Bubblegum більшою кількістю електронного та клавішного звуку. Після перерви Clinic виступили разом з Джоном Кейлом на його шоу пластинку «Velvet Underground and Nico» у травні 2016 року в Ліверпулі.

### 2019-сьогодення
Після семирічної перерви гурт випустив альбом Wheeltappers і Shunters у 2019 році, і лише учасники Блекберн і Хартлі отримали авторські права на них. Туру на підтримку альбому не було.
У липні 2021 року гурт оголосив про перший національний тур і 2012 році. Однак тур було скасовано без пояснень чи будь-якого оголошення. Вони випустили альбом Fantasy Island у жовтні 2021 року на лейблі Domino Records, знову ж таки, лише Блекберн і Хартлі отримали права на використання пісень. У прес-зніманні для альбому також були представлені лише Блекберн і Хартлі.

## Учасники гурту
Поточні учасники :
- Едріан «Ейд» Блекберн — вокал, гітара, клавішні, мелодіка, бас (1993-до сьогодні) Джонатан Хартлі — гітара, клавішні, кларнет, барабани, бас (1993-до сьогодні)

Колишні учасники :
- Браян Кемпбелл — бас-гітара, флейта, бек-вокал (1993—2019)
- Карл Терні — ударні, фортепіано, бек-вокал (1993—2019)

## Дискографія

### Студійні альбоми
| Internal Wrangler                                                                 | - Дата виходу: 1 травня 2000 року - Лейбл: Domino - Формати: CD, LP(пластинка) | 142 | 25 | —  |
| Walking with Thee                                                                 | - Вийшов: 25 лютого 2002 року - Лейбл: Domino - Формати: CD, LP                | 133 | 20 | 29 |
| Winchester Cathedral                                                              | - Вийшов: 23 серпня 2004 року - Лейбл: Domino - Формати: CD, LP                | —   | 29 | —  |
| Visitations                                                                       | - Вийшов: 16 жовтня 2006 року - Лейбл: Domino - Формати: CD, LP                | —   | 47 | —  |
| Do It!                                                                            | - Вийшов: 7 квітня 2008 року - Лейбл: Domino - Формати: CD, LP                 | —   | 42 | —  |
| Bubblegum                                                                         | - Вийшов: 4 жовтня 2010 року - Лейбл: Domino - Формати: CD, LP                 | —   | —  | —  |
| Free Regin                                                                        | - Вийшов: 13 листопада 2012 року - Лейбл: Domino - Формати: CD, LP             | —   | —  | —  |
| Wheeltappers and Shunters                                                         | - Реліз: 10 травня 2019 року - Лейбл: Domino - Формати: CD, LP                 | —   | 33 | —  |
| Fantasy Island                                                                    | - Реліз: 22 жовтня 2021 року - Лейбл: Domino - Формати: CD, LP                 | —   | —  | —  |
| «—» позначає елементи, які не потрапили в чарти або не виходили на цій території. |                                                                                |     |    |    |

### Збірки альбомів
| Назва         | Деталі альбому                                                           |
| ------------- | ------------------------------------------------------------------------ |
| Clinic        | - Вийшла: 19 квітня 1999 року - Лейбл: Domino - Формати: CD, LP          |
| Funf          | - Вийшла: 18 червня 2007 року - Лейбл: Domino - Формати: CD, LP          |
| Free Reign II | - Вийшла: 4 березня 2013 року - Лейбл: Domino - Формати: CD, LP, скачати |

### Мініальбоми
- Operating at a Theatre Near You Vol. 1 (2004)
- Ladies Night (2011)[10]

### Треки
| 1997                                                                              | «I.P.C. Subeditors Dictate Our Youth» | —   | —  | —  | Clinic               |  |
| 1998                                                                              | «Monkey on Your Back»                 | —   | —  | —  | Clinic               |  |
| 1998                                                                              | «Cement Mixer»                        | —   | —  | —  | Clinic               |  |
| 1999                                                                              | «The Second Line»                     | 112 | 24 | —  | Internal Wrangler    |  |
| 2000                                                                              | «The Return of Evil Bill»             | 70  | 13 | 88 | Internal Wrangler    |  |
| 2000                                                                              | «Distortions»                         | 80  | 15 | —  | Internal Wrangler    |  |
| 2000                                                                              | «The Second Line» (перевидання)       | 56  | 10 | 62 | Internal Wrangler    |  |
| 2002                                                                              | «Walking with Thee»                   | 65  | 13 | 79 | Walking with Thee    |  |
| 2002                                                                              | «Come into Our Room»                  | 85  | 20 | —  | Walking with Thee    |  |
| 2004                                                                              | «The Magician»                        | 77  | 11 | —  | Winchester Cathedral |  |
| 2004                                                                              | «Circle of Fifths»                    | 89  | 23 | —  | Winchester Cathedral |  |
| 2006                                                                              | «Tusk»                                | —   | —  | —  | Visitations          |  |
| 2006                                                                              | «Harvest»                             | 137 | 6  | —  | Visitations          |  |
| 2007                                                                              | «If You Could Read Your Mind»         | —   | 6  | —  | Visitations          |  |
| 2008                                                                              | «Free Not Free»                       | —   | —  | —  | Do It!               |  |
| 2008                                                                              | «The Witch (Made to Measure)»         | —   | —  | —  | Do It!               |  |
| 2008                                                                              | «Tomorrow»                            | —   | 37 | —  | Do It!               |  |
| 2010                                                                              | «I'm Aware»                           | —   | —  | —  | Bubblegum            |  |
| 2011                                                                              | «Bubblegum»                           | —   | —  | —  | Bubblegum            |  |
| 2012                                                                              | «Miss You»                            | —   | —  | —  | Free Reign           |  |
| «—» позначає елементи, які не потрапили в чарти або не виходили на цій території. |                                       |     |    |    |                      |  |